# Santa Cruz del Norte
Santa Cruz del Norte é um município de Cuba pertencente à província de Mayabeque . 